# Smolnîi
Smolnîi este numele unei zone aflate în centrul orașului Sankt Petersburg, Rusia. Este alcătuită din câteva clădiri interdependente istoric construite în secolele al XVIII-lea și al XIX-lea. Datorită faptului că una dintre cele mai cunoscute clădiri a fost folosită ca sediu al instituției administrative a orașului federal Sankt Petersburg, numele său este asociat cu autoritățile orașului.
Începând de la sfârșitul anului 1917 și până în anul 1991 ea a fost intens asociată cu Revoluția din Octombrie 1917 și cu Vladimir Ilici Lenin, care a trăit și a lucrat acolo de la sfârșitul anului 1917 până la începutul anului 1918.
Un institut educațional pentru fetele de nobili care a existat până în anul 1917 a dat naștere după 1991 unor instituții de învățământ cu denumiri similare în oraș, datorită prestigiului mare al acestuia în cultura populară.

## Istoria

### Smolirea Curte
„Smolnîi” era prescurtarea denumirii ruse Smolnîi dvor („Curtea smoalei”), referindu-se la funcția sa inițială de loc în care erau călăfătuite cu smoală navele din lemn pentru a le face impermeabile și a le proteja de putregai și insecte. În secolul al XVIII-lea, acest loc era situat în afara orașului Sankt Petersburg, dar aproape de marginilee acestuia.

### Mănăstirea de maici
La mijlocul secolului al XVIII-lea, împărăteasa Elisabeta a Rusiei a ordonat construirea unei mănăstiri ortodoxe ruse, Mănăstirea Smolnîi, unde se presupune că ar fi vrut să se retragă la bătrânețe. Complexul mănăstiresc a devenit un monument istoric local datorită catedralei sale în stil baroc, proiectate de Francesco Rastrelli. Mănăstirea a avut o serie de grădini și un azil.

### Institutul

#### Perioada anterioară anului 1917
În secolul al XIX-lea, complexului mănăstiresc i s-a adăugat o clădire nouă în stil neoclasic, care a devenit sediul Institutului Smolnîi— prima și cea mai cunoscută instituție regală de învățământ pentru fetele de viță nobilă.

#### În anii 1917–1918 și ulterior
Înainte de evenimentele revoluționare din 1917, clădirea a fost părăsită de conducerea institutului și a fost preluată de autoritățile revoluționare sovietice. În data de 7 noiembrie 1917 (această dată corespunde cu data de 25 octombrie din calendarul Iulian, care era încă în uz în Rusia), Vladimir Lenin a anunțat aici că facțiunea bolșevică a Partidului Social-Democrat al Muncii din Rusia a uzurpat puterea în Rusia de la Guvernul Provizoriu (care preluase puterea după abdicarea țarului Nicolae al II-lea la începutul aceluiași an). Lenin și guvernul său au lucrat în această clădire, iar liderul bolșevic a locuit aici împreună cu soția sa, până când guvernul s-a mutat pentru a fi ferit de luptele de pe fronturile Războiului Civil Rus și ale Primului Război Mondial la Moscova în 1918 (capitala fiind astfel transferată de la Sankt Petersburg la Moscova).
Smolnîi a îndeplinit funcția de cartier general al Armatei Sovietice de pe Frontul Leningrad în timpul asedierii orașului în cel de-al Doilea Război Mondial.
Clădirea institutului a fost folosită ca sediu al autorităților orașului până în 1991. Din moment ce conducerea orașului se afla în mâinile Partidului Comunist al Uniunii Sovietice și ale organizațiilor sale locale, clădirea a fost ocupată de funcționarii organizației de partid din oraș (care a fost redenumit „Leningrad”) și, mai important, de organele de conducere ale regiunii Leningrad. Din acel moment, clădirea a fost folosită de către orașul ramura executivă a puterii (primarul și apoi guvernatorul orașului). Apartamentul memorial al lui Lenin din clădire a fost păstrat ca muzeu istoric. 
Clădirile mănăstirii au fost folosite ca birouri de diferite organizații. Una dintre clădirile complexului Smolnîi adăpostesc Facultățile de Sociologie și Relații Internaționale din cadrul Universității de Stat din Sankt Petersburg.

#### Utilizarea denumirii de Institutul Smolnîi începând din 1991
Începând din 1991, numele de „Institutul Smolnîi” a fost reînviat de către diferite instituții de învățământ. Până în anul 2011 Institutul Smolnîi de Științe și Arte Liberale (Colegiul Smolnîi, în rusă Смольный институт свободных искусств и наук) din cadrul Universității de Stat din Sankt Petersburg a oferit programe comune de studiu cu Bard College din Statele Unite ale Americii. În 2011 acest institut a fost transformat în Școală (sau facultate, în rusă факультет) de Științe și Arte Liberale. El este situat acum în altă parte a centrului orașului Sankt Petersburg.
Numele de „Institutul Smolnîi” este folosit de o altă școală din Sankt Petersburg, care a fost stabilită sub auspiciile Academiei Ruse de Educație de către antreprenorul și omul de știință de origine azeră Geydar Imanov în clădirea companiei sale, Electrokeramika. Ea a fost cunoscută sub numele de Universitatea Smolnîi până în 2011 (universități au un statut mai înalt potrivit Legii Învățământului din Federația Rusă). Începând din 2012, școala poartă denumirea oficială de „Institutul Smolnîi, Academia Rusă de Educație”. Ea este situată în imediata apropiere a centrului orașului.